# بازپس‌گیری قسطنطنیه
بازپس‌گیری قسطنطنیه، تسخیر مجدد شهر قسطنطنیه (کنستانتینوپول) در سال ۱۲۶۱ توسط نیروهای امپراتوری نیقیه بود که به بازسازی امپراتوری بیزانس تحت دودمان پالایولوگی، پس از فاصله‌ای ۵۷ ساله از زمانی که شهر پایتخت امپراتوری اشغالگر لاتین که توسط جنگ صلیبی چهارم در ۱۲۰۴ تأسیس شده بود؛ منجر شد.
سال ۱۲۶۰، میخائیل هشتم امپراتور نیقیه حمله به قسطنطنیه را آغاز کرد، کاری که پیشینیانش قادر به انجام آن نبودند. او با جمهوری جنوا متحد شد و فرمانده ارشدش، آلکسیوس استراتگوپولوس، ماه‌ها قسطنطنیه را زیر نظر گرفت تا حمله‌اش را برنامه‌ریزی کند. در ژوئیه ۱۲۶۱، زمانی که بیشتر ارتش امپراتوری لاتین در جاهای دیگر درگیر جنگ بودند، آلکسیوس توانست نگهبانان را متقاعد کند تا دروازه‌های شهر را باز کنند. وقتی وارد شهر شد، محله ونیزی را به آتش کشید (زیرا جمهوری ونیز دشمن جنوا بود و به‌طور عمده مسئولیت تسخیر شهر در سال ۱۲۰۴ را بر عهده داشت). چند هفته بعد، میخائیل هشتم به عنوان امپراتور شناخته شد و امپراتوری بیزانس را تحت دودمان پالایولوگی بازسازی کرد.